# شاهدخت اینوئه
شاهزاده اینوئه (انگلیسی: Princess Inoe؛ ۷۱۷ – ۷۷۵) دختر امپراتور شومو و همسر غیر اصلی امپراتور کونین اهل ژاپن بود.